# Soła
A Soła folyó Lengyelország déli részén. A Żywieci-medencén, a Kis-Beszkideken és a Sziléziai-dombvidéken át folyik délről északra. A Visztulába Oświęcim környékén ömlik.

## Földrajz
A Visztula első fontosabb jobb oldali mellékfolyója. Hossza 88,9 km, vízgyűjtő területe eléri az 1400 km²-t. Közepes vízhozama 18 m³/s, a legnagyobb átömlő vízmennyiséget 1382 m³/s-t 1958-ban mérték Tresnánál. Az árvízveszélyessége komoly, második legnagyobb a Dunajec után a Visztula mellékfolyói között a Kárpátokban.
A folyó kisebb hegyi patak összeömléséből ered a Żywieci-Beszkideken – az a pont, ahol már szemmel látható a Soła folyó megléte, két patak összefolyása Rajcza községben (a vasútállomás mellett). Innen a folyó jellege már eltér a hegyi patakok jellegzetes vonásaitól. A két patak neve: Potok Rycerki (jelentése: „lovagnő patakja”, a helyiek Rycerkának nevezik) és a Woda Ujsolska (helyi neve: Ujsoła). Egyes térképeken más eredethely is található, ettől a helytől 5 km-re felfelé, ahol a Sól községben a Czerna patakba (Czarna Soła) beömlik a Solanka patak. Az ily módon egyesült patak azonban jó néhányszor kisebb a Rycerkánál, melybe kb. 500 m-re ömlik a Rycerka és Ujsoła összefolyása előtt.

## Települések a folyó mentén

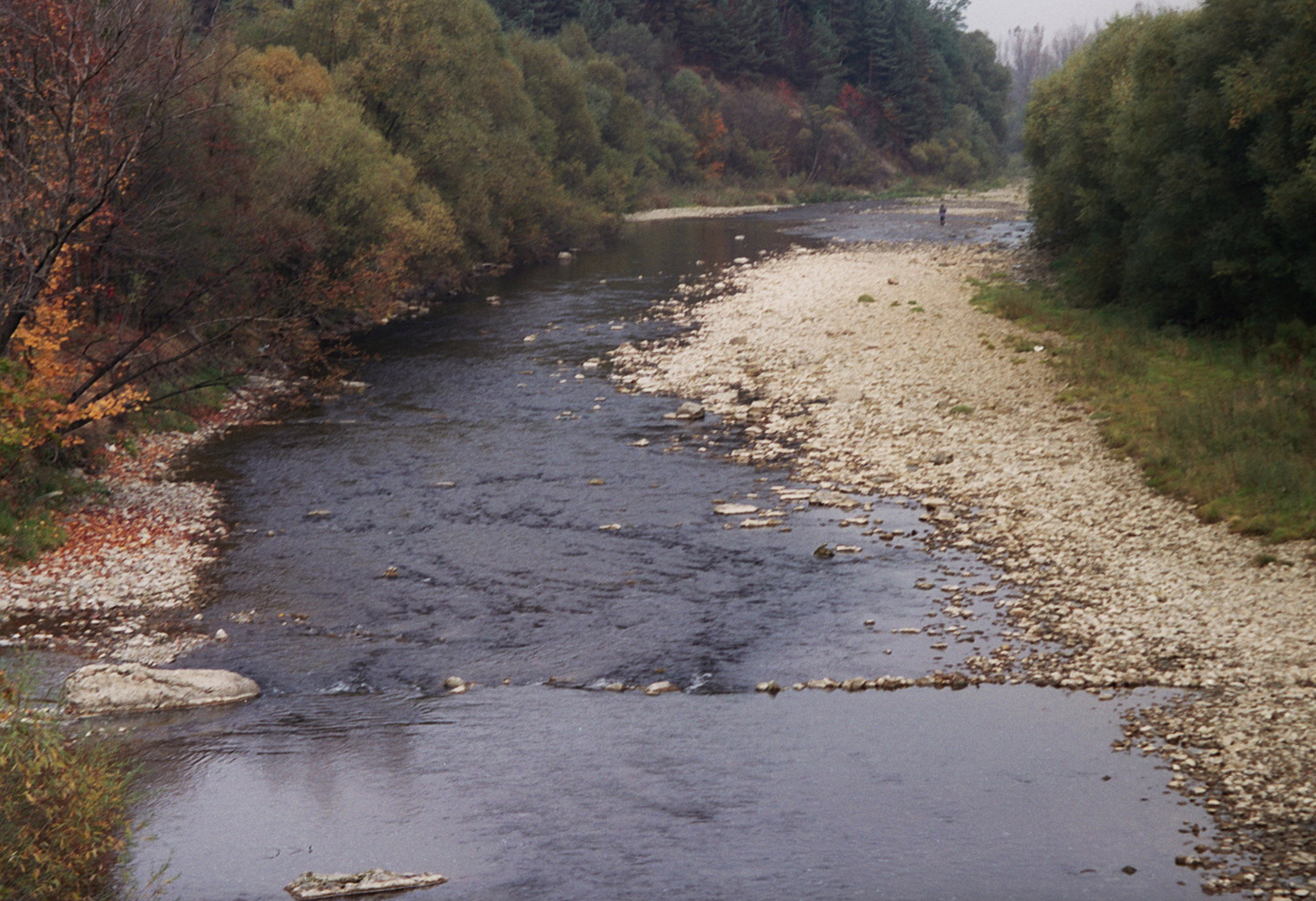
A Soła Milówkánál

A Soła mentén fekvő fontosabb városok:
- Rajcza
- Milówka
- Węgierska Górka
- Radziechowy
- Żywiec
- Tresna
- Porąbka
- Oświęcim
- Kęty

## Víztározók
A Sołán három víztározó épült:

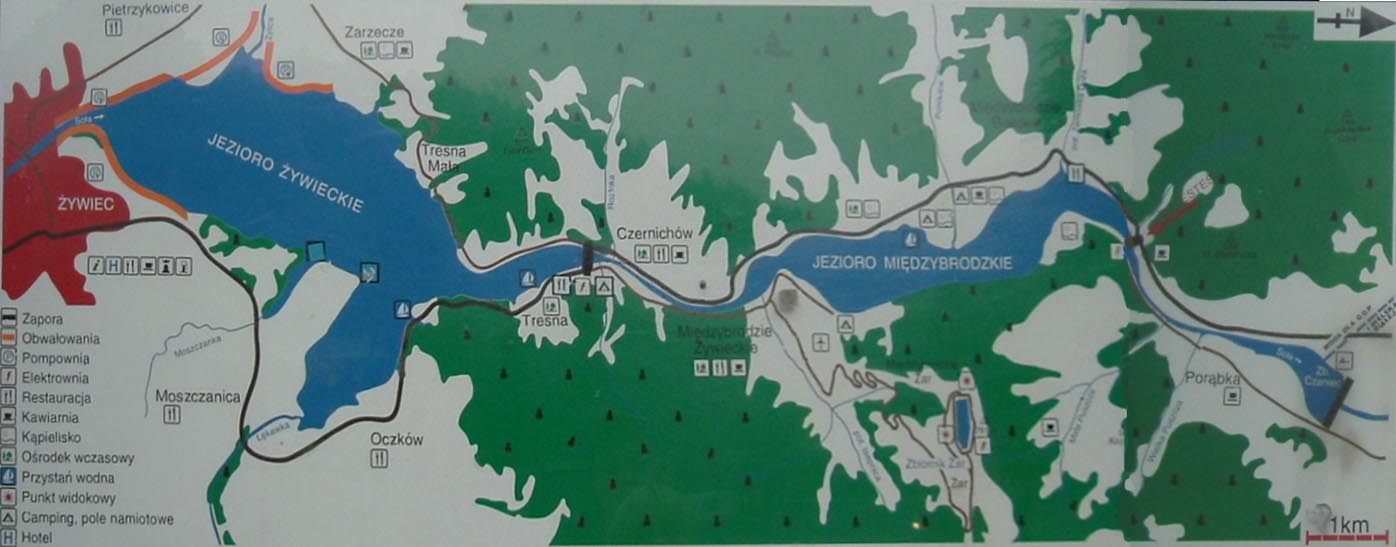
A Soła 3+1 víztározója (észak jobbra)

- Żywieci-víztározó – a gát Tresnánál
- Międzybrodziei-víztározó – a gát Porąbkánál
- Czanieci-víztározó – a gát Czaniecnél

### Żywieci-víztározó

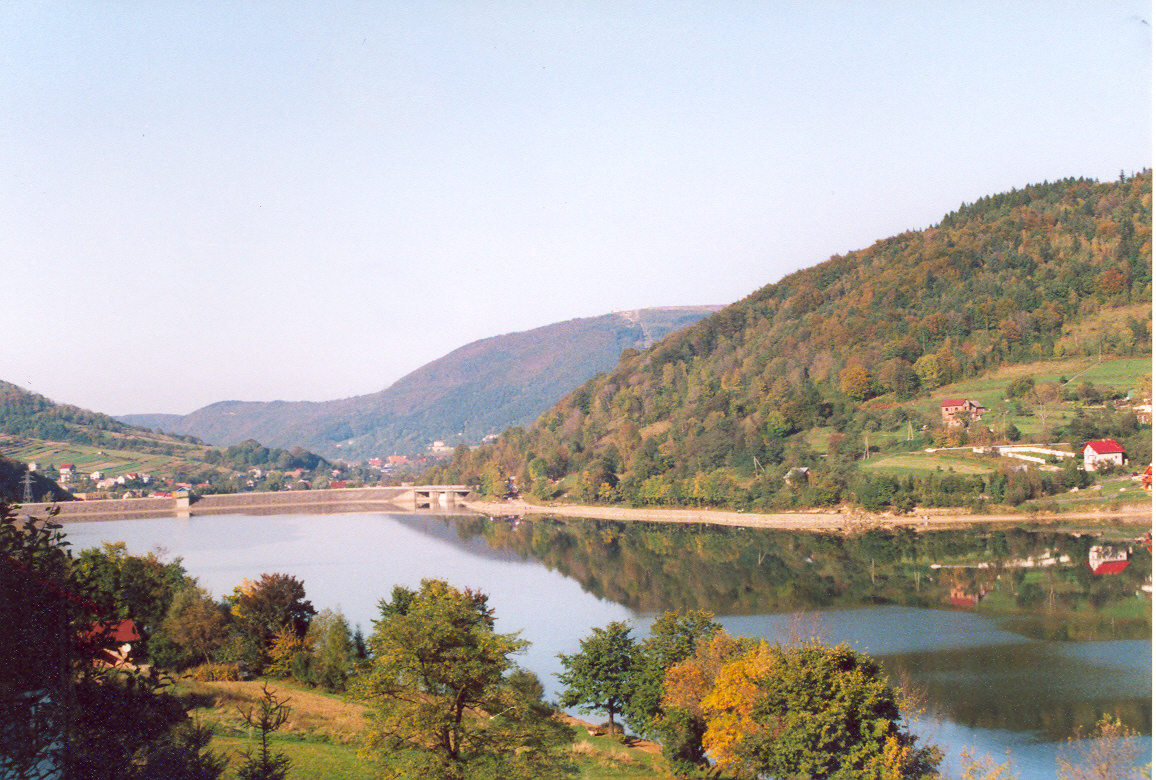
Żywieci-víztározó

A 100 millió m³-es Żywieci-víztározó (lengyelül Jezioro Żywieckie) a Soła folyón Żywiec közelében helyezkedik el a Żywieci Medencében a Kis-Beszkidek és a Żywieci-Beszkidek határánál. Felülete 1000 ha (hossza 8 km, szélessége 2 km, mélysége 20 m, magassága 337  a tengerszint felett). 1966-ban létesítették, a feltöltés alatt három falut, Tresnát, Zadzielát és Stary Żywiecet, melyek a tó jelenlegi területén feküdtek, elárasztottak.
A 38 m magas gát mellett 21 MW teljesítményű vízierőmű van. Jelenleg a víztározót turisztikai célokra, energiatermelésre, árvízvédelemre és a Visztula felső folyásának vízhozam szabályozására használják.

### Międzybrodziei-víztározó

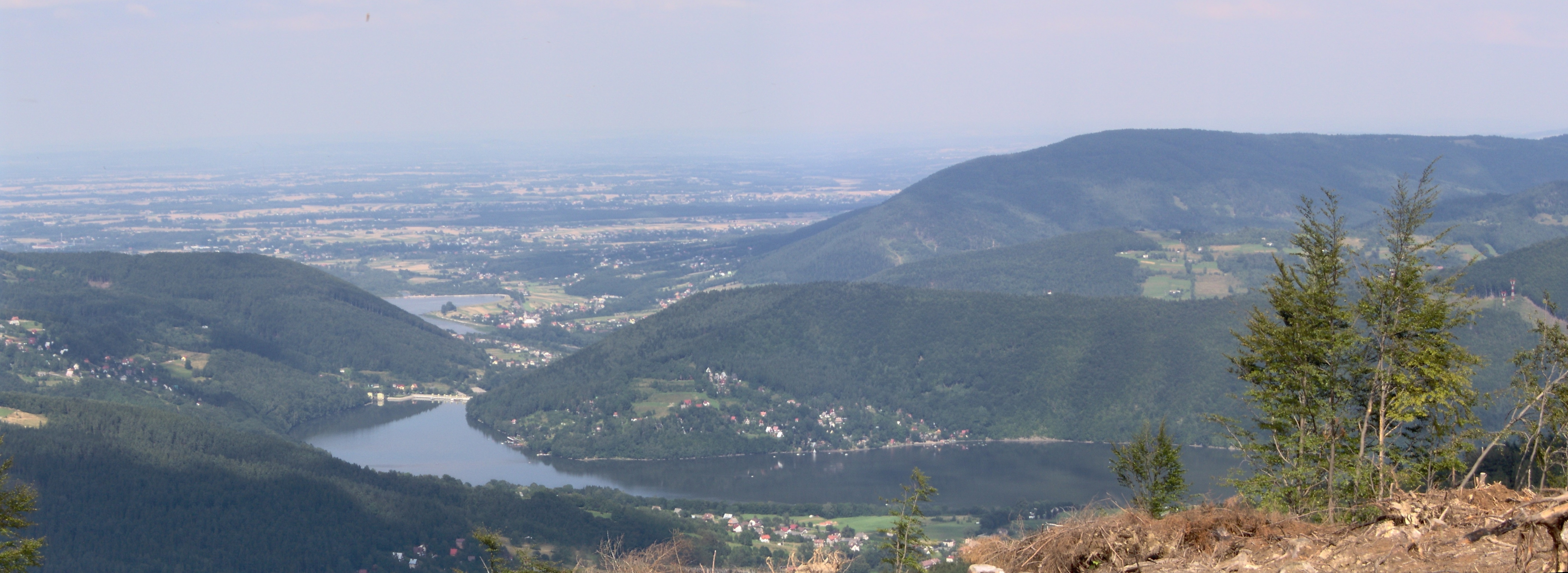
A Międzybrodziei-víztározó látképe a Czupel hegyről

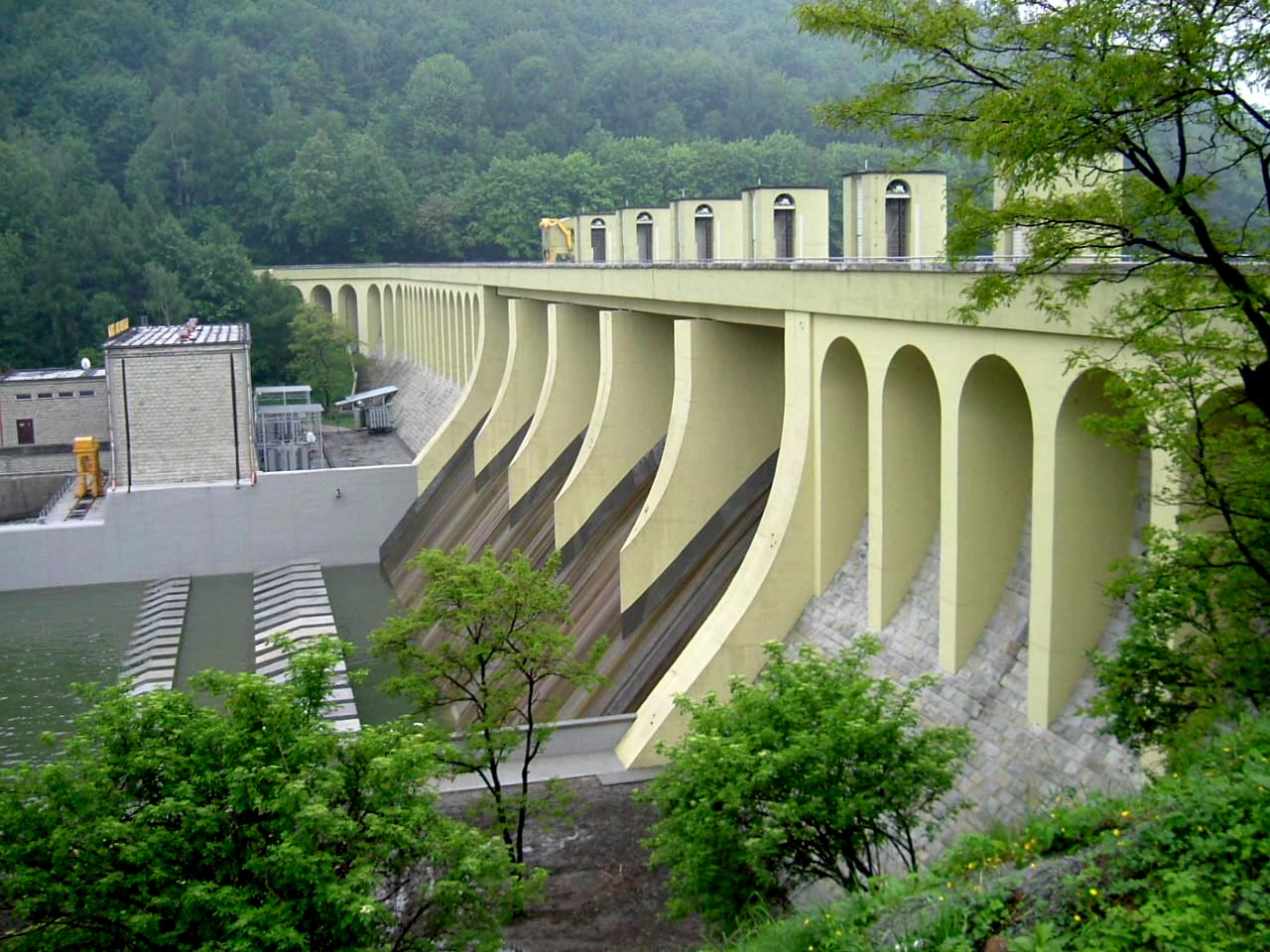
Gát és vízierőmű Porąbkánál

Międzybrodziei-víztározó (lengyelül Jezioro Międzybrodzkie) a Soła folyón 1937-ben épült a porąbkai gát létesítése után. 
A tó térfogata 26 millió m³, felületer 3,8 millió m². Hossza (északról délre) kb. 5 km. A tározót árvízvédelmi célokból építették, jelenleg turisztikai-üdülési célokat is szolgál. A tó partján két üdülő falu helyezkedik el: Międzybrodzie Bialskie és Międzybrodzie Żywieckie. A tóban sokféle hal él: csuka, süllő, ponty, sügér, pisztráng stb.
A nehéz típusú gát Porąbka falunál helyezkedik el. Sziklás altaljra épült a varsói Société Franco-Polonaise munkatársai, prof. Gabriel Narutowicz és Tadeusz Baecker mérnök tervei alapján épült. A gát magassága 37 m, hossza 260 m. A gátnál vízierőmű létesült, mely a Żar hegyen létesített, 1979-ben üzembehelyezett szivattyús-tározós csúcserőművel egy egységet alkot. 

#### Żar-hegyi csúcserőmű

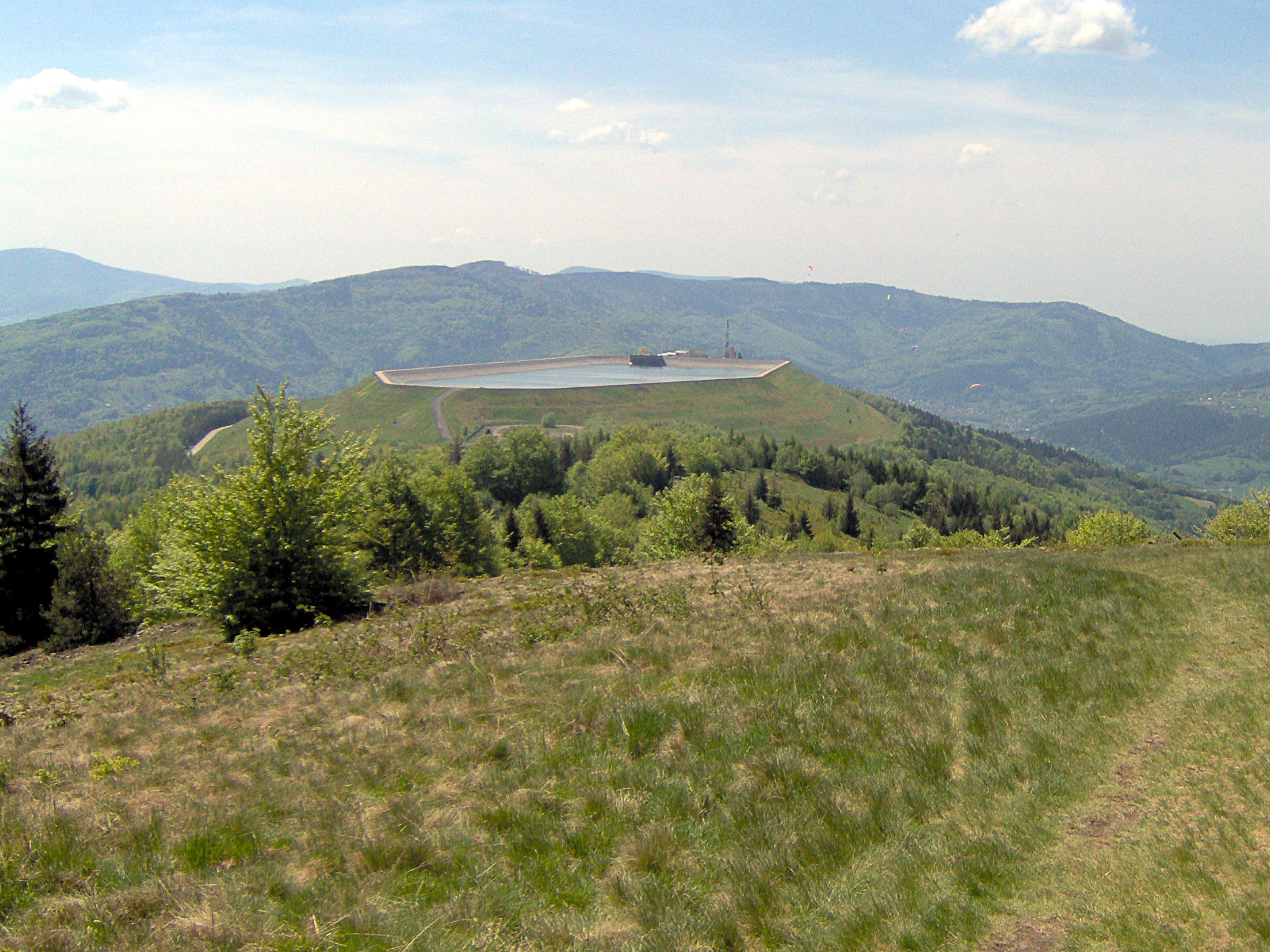
A szivattyús-tározós csúcserőmű felső tározója a Żar-hegyen

A  Żar-hegyi felső víztározót és a csúcserőművet 1979-ben helyezték üzembe. Négy, egyenként 125 MW teljesítményű Francis-turbinája összesen 500 MW csúcsteljesítményt nyújt, a négy 135 MW teljesítményű szivattyú összteljesítménye 540 MW. Az erőmű, összes segédberendezésével együtt a hegy belsejében helyezkedik el. A felső tározó magassága kb. 750 m a tenger szintje felett, a Międzybrodziei-tározóé 318 m, így a csúcserőmű közepes statikus esése 432 m. Az esti csúcsban 4 óra hosszan működik turbina üzemben, (ekkor a felső tározóból a turbinákon keresztül folyik a víz), a szivattyúzás a felső tározóba 5,5 óra hosszat tart. Az erőmű összhatásfoka 75%. Az erőművet a turisták látogathatják.

### Czanieci-víztározó
A Czanieci-víztározó (lengyelül Jezioro Czanieckie) ivóvíztározó. A Czaniec község mellett épült gát a Soła folyó vizét duzzasztja fel. Felülete kb. 45 ha. 

### Képek

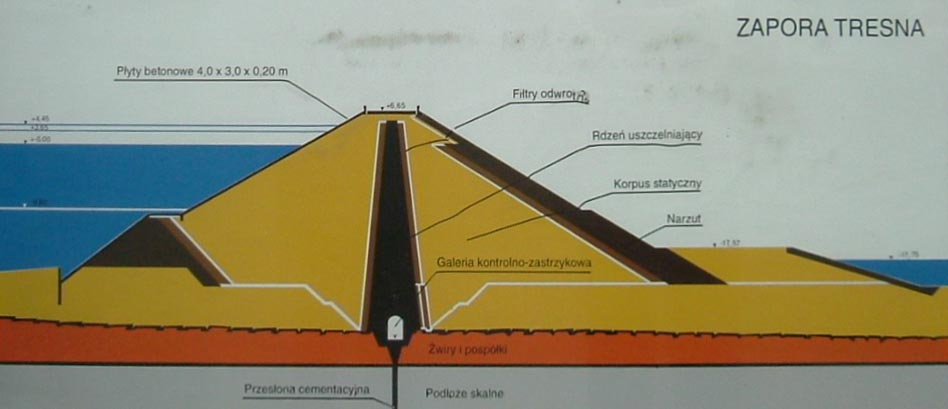
Tresna melletti gát keresztmetszete
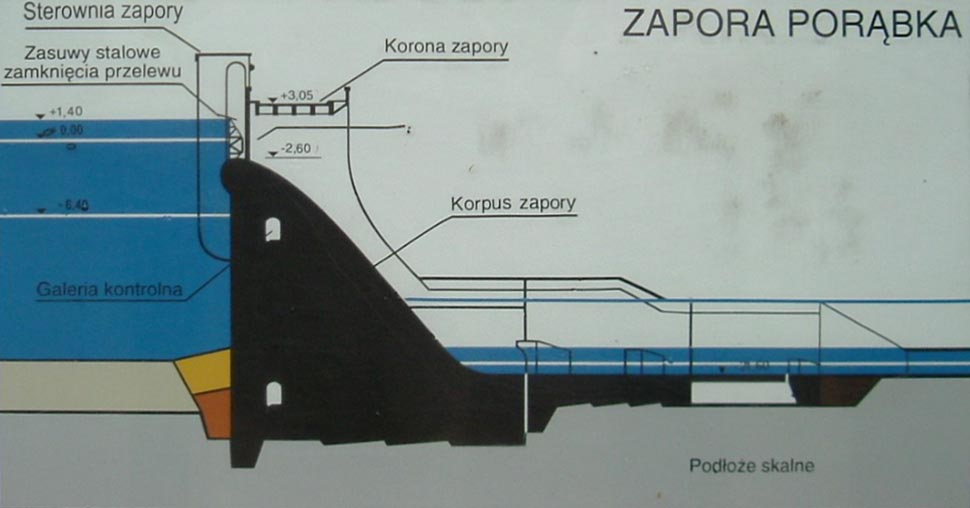
Porąbka melletti gát szerkezete
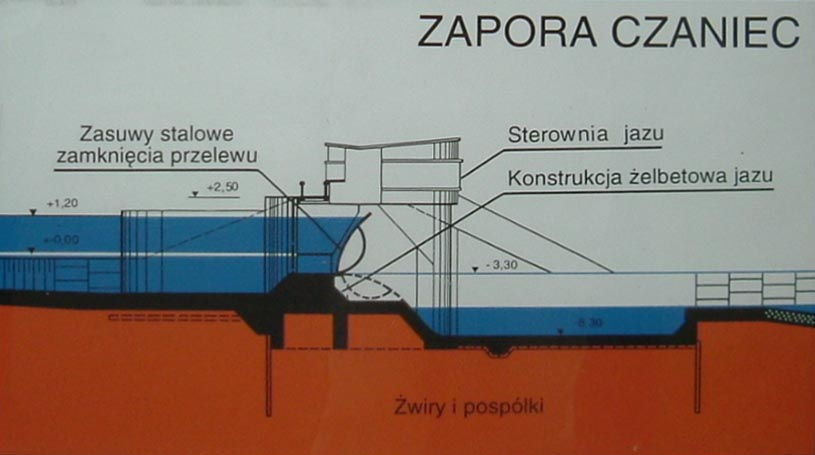
Czanieci gát keresztmetszete